# جویده

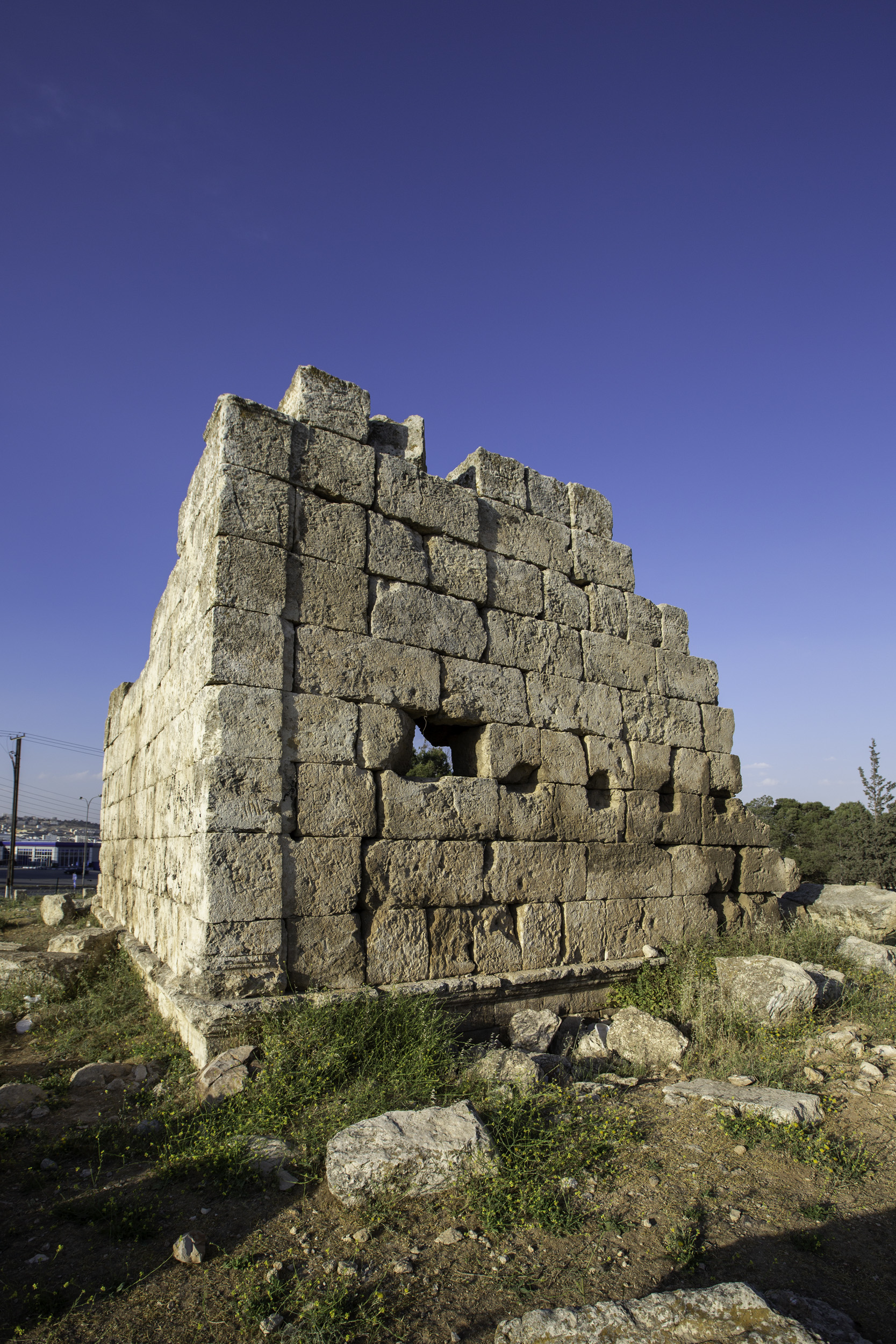
نمایی از جویده واقع در اردن

الجویدة (به عربی: الجویدة) یک منطقهٔ مسکونی در اردن است که در استان عمان واقع شده‌است.